# Engstlensee
Engstlensee är en sjö i Schweiz. Den ligger i den centrala delen av landet, 70 km öster om huvudstaden Bern. Engstlensee ligger cirka 1 850 meter över havet. Arean är 0,38 kvadratkilometer. Den sträcker sig 0,6 kilometer i nord-sydlig riktning, och 1,1 kilometer i öst-västlig riktning.